# Zalutschia megastyla
Zalutschia megastyla är en tvåvingeart som först beskrevs av Shilova 1971.  Zalutschia megastyla ingår i släktet Zalutschia och familjen fjädermyggor. Inga underarter finns listade i Catalogue of Life.